# 神明神社 (川越市鹿飼)
神明神社（しんめいじんじゃ）は、埼玉県川越市の神社。

## 歴史
天正年間（1573年 - 1592年）に創建された。武蔵国比企郡（現・埼玉県比企郡吉見町）の松山城にあった「神明宮」を移したのだという。
1872年（明治5年）、近代社格制度に基づく「村社」に列せられた。
当地は1680年（延宝8年）の入間川と荒川の河川改修によって、ほぼ毎年水害に遭うようになり、あまりにも甚大なので度々免税措置がとられるほどであった。当社もその影響で古文書を失い、詳細な記録を失っている。社殿も1959年（昭和34年）の伊勢湾台風まで被害を被っている。

## 交通アクセス
- 路線バス鴨田停留所より徒歩25分。